# Карл Лудвиг Александер фон Дона-Шлодиен
Карл Лудвиг Александер фон Дона-Шлодиен (на немски: Carl Ludwig Alexander Burggraf und Graf zu Dohna-Schlodien; * 30 юни 1758 в Шлодиен; † 9 юли 1838 в Шлодиен в Гладише, Източна Прусия/Полша) от род Дона, линия Шлодиен, е бургграф и граф на Дона-Шлодиен в Източна Прусия/Полша.
Той е син на граф и бургграф Карл Флорус фон Дона-Шлодиен (1693 – 1765) и третата му съпруга графиня Доротея Луиза Албертина фон Шверин (1713 – 1787), дъщеря на граф Фридрих Вилхелм фон Шверин (1678 – 1727) и фрайин Шарлота Луиза фон Хайден (1678 – 1732). По-малък полубрат е на бездетния Кристоф III фон Дона-Шлодиен (* 20 август 1725, Шлодиен; † 4 април 1781, Шлодиен).
Карл Лудвиг Александер фон Дона-Шлодиен умира на 80 години на 9 юли 1838 г. в Шлодиен.

## Фамилия
Карл Лудвиг Александер фон Дона-Шлодиен се жени на 10 октомври 1781 г. в Лаук за Нели/Вилхелмина Луиза Ернестина фон Дона-Лаук (* 3 октомври 1761, Берлин; † 17 октомври 1827, Шлодиен), дъщеря на граф и бургграф Кристоф Белгикус фон Дона-Лаук (1715 – 1773) и графиня Амалия Вилхелмина Финк фон Финкенщайн (1737 – 1765). Те имат пет деца:
- Кристоф Адолф фон Дона-Шлодиен (* 25 ноември 1786, Шлодиен; † 10 февруари 1843, Шлодиен), женен на 25 ноември 1840 г. в Шлодиен за фрайин Юлиана Амалия фон Фитингхоф, преим. Шеел (* 19 декември 1787, Вензьовен; † 14 януари 1865, Карвинден); имат пет деца
- Карл Ернст (* 1783, Шлодиен; † 1787, Шлодиен)
- Карл Лудвиг Александер фон Дона-Шлодиен]] (* 3 септември 1788, Шлодиен; † 22 август 1813, в битка близо до Витщок)
- Ернестин (* 1782, Шлодиен; † 1796, Шлодиен)
- Матилда (* 1785, Шлодиен; † 1789, Шлодиен)